# Kokeguchi Takuya
Takuya Kokeguchi (苔口 卓也 Kokeguchi Takuya, sinh ngày 13 tháng 7 năm 1985 ở Okayama) là một cầu thủ bóng đá người Nhật Bản thi đấu cho Kataller Toyama.
Anh từng là thành viên của U-20 Nhật Bản thi đấu cho Giải vô địch bóng đá trẻ thế giới 2005 tổ chức ở Hà Lan.

## Thống kê sự nghiệp câu lạc bộ
Cập nhật đến ngày 23 tháng 2 năm 2017.
| Thành tích câu lạc bộ | Thành tích câu lạc bộ     | Thành tích câu lạc bộ | Giải vô địch | Giải vô địch | Cúp                   | Cúp                   | Cúp Liên đoàn | Cúp Liên đoàn | Tổng cộng | Tổng cộng |
| Mùa giải              | Câu lạc bộ                | Giải vô địch          | Số trận      | Bàn thắng    | Số trận               | Bàn thắng             | Số trận       | Bàn thắng     | Số trận   | Bàn thắng |
| Nhật Bản              | Nhật Bản                  | Nhật Bản              | Giải vô địch | Giải vô địch | Cúp Hoàng đế Nhật Bản | Cúp Hoàng đế Nhật Bản | J. League Cup | J. League Cup | Tổng cộng | Tổng cộng |
| --------------------- | ------------------------- | --------------------- | ------------ | ------------ | --------------------- | --------------------- | ------------- | ------------- | --------- | --------- |
| 2004                  | Cerezo Osaka              | J1 League             | 21           | 1            | 1                     | 0                     | 2             | 0             | 24        | 1         |
| 2005                  | Cerezo Osaka              | J1 League             | 16           | 1            | 2                     | 0                     | 2             | 0             | 20        | 1         |
| 2006                  | Cerezo Osaka              | J1 League             | 16           | 0            | 1                     | 0                     | 2             | 0             | 19        | 0         |
| 2007                  | Cerezo Osaka              | J2 League             | 27           | 1            | 0                     | 0                     | -             | -             | 27        | 1         |
| 2008                  | JEF United Ichihara Chiba | J1 League             | 9            | 0            | 0                     | 0                     | 3             | 0             | 12        | 0         |
| 2009                  | Cerezo Osaka              | J2 League             | 6            | 1            | 0                     | 0                     | -             | -             | 6         | 1         |
| 2010                  | Kataller Toyama           | J2 League             | 30           | 5            | 0                     | 0                     | -             | -             | 30        | 5         |
| 2011                  | Kataller Toyama           | J2 League             | 31           | 8            | 1                     | 0                     | -             | -             | 32        | 8         |
| 2012                  | Kataller Toyama           | J2 League             | 25           | 4            | 1                     | 0                     | -             | -             | 26        | 4         |
| 2013                  | Kataller Toyama           | J2 League             | 34           | 11           | 1                     | 0                     | -             | -             | 35        | 11        |
| 2014                  | Kataller Toyama           | J2 League             | 38           | 8            | 2                     | 0                     | -             | -             | 40        | 8         |
| 2015                  | Kataller Toyama           | J3 League             | 32           | 7            | -                     | -                     | -             | -             | 32        | 7         |
| 2016                  | Kataller Toyama           | J3 League             | 30           | 5            | 1                     | 0                     | -             | -             | 31        | 5         |
| Tổng cộng sự nghiệp   | Tổng cộng sự nghiệp       | Tổng cộng sự nghiệp   | 315          | 52           | 10                    | 0                     | 9             | 0             | 334       | 52        |